# Confine tra Austria e Slovacchia
Il confine tra l'Austria e la Slovacchia descrive la linea di demarcazione tra i due Stati. Ha una lunghezza di 91 km.
In Austria interessa il Land della Bassa Austria e del Burgenland. In Slovacchia la regione di Bratislava e la regione di Trnava.

## Storia
Il confine fu definito al termine della prima guerra mondiale con il crollo dell'Impero austro-ungarico e la creazione della Cecoslovacchia. Con la separazione del 1993 tra la Repubblica Ceca e la Slovacchia il confine con l'Austria fu diviso in due.

## Caratteristiche

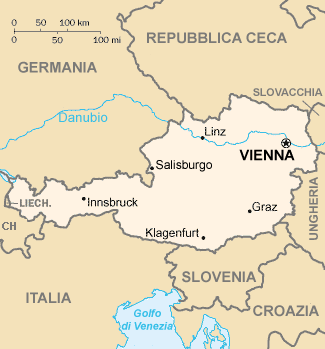
Mappa dell'Austria con evidenziati i confini.

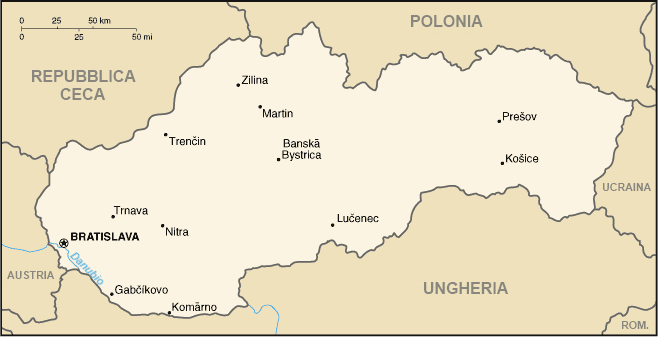
Cartina della Slovacchia con indicati i suoi confini.

Il confine interessa la zona orientale dell'Austria e la parte occidentale della Slovacchia.
Inizia alla triplice frontiera tra Austria, Repubblica Ceca e Slovacchia e poi scende verso sud fino ad incontrare la triplice frontiera tra Austria, Slovacchia ed Ungheria.